# 칠갑산 (음악)
《칠갑산》은 주병선이 불러서 유명해진 대한민국의 국악가요이다.
조운파 작사/작곡에 윤희상이 1979년 처음 불렀으며, 1989년에 주병선이 리메이크하면서 유명해졌다.
콩밭메는 아낙네야 / 배적삼이 흠뻑 젖는다 / 무슨 설움 그리 많아 / 포기마다 눈물심누나 /
홀어머니 두고 시집가는날 / 칠갑산 산마루에 / 울어주던 산새소리만 / 어린가슴 속을 태웠소

## 같이 보기
- 신민요
- 국악가요